# 坤布

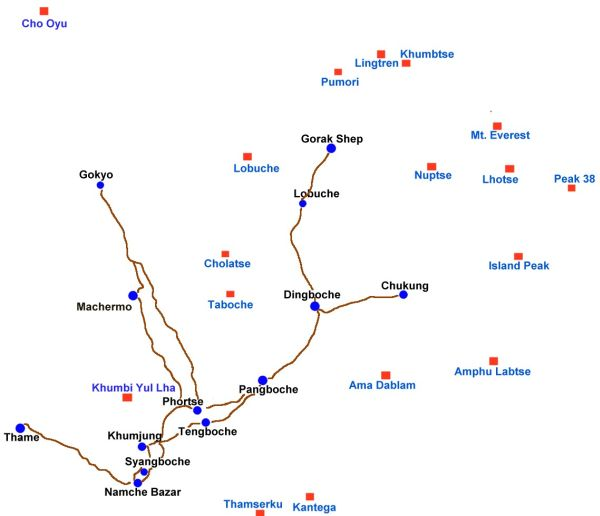
坤布區域地圖

坤布 （又名珠穆朗瑪地區）是一個位在尼泊爾東北方靠近珠穆朗瑪峰的區域。 這個地方是屬於索盧坤布的一部分，也是薩加瑪塔專區的一部分。 坤布是坎布人和夏爾巴人居住在喜馬拉雅山區三個分區當中的主要地區，其他兩個地區分別是索盧和帕瑞克。地區中的城鎮包括南崎巴札、泰姆、昆瓊、潘波崎、Pheriche以及坤德。湯坡崎著名的佛教寺院湯坡崎寺也位於坤布。

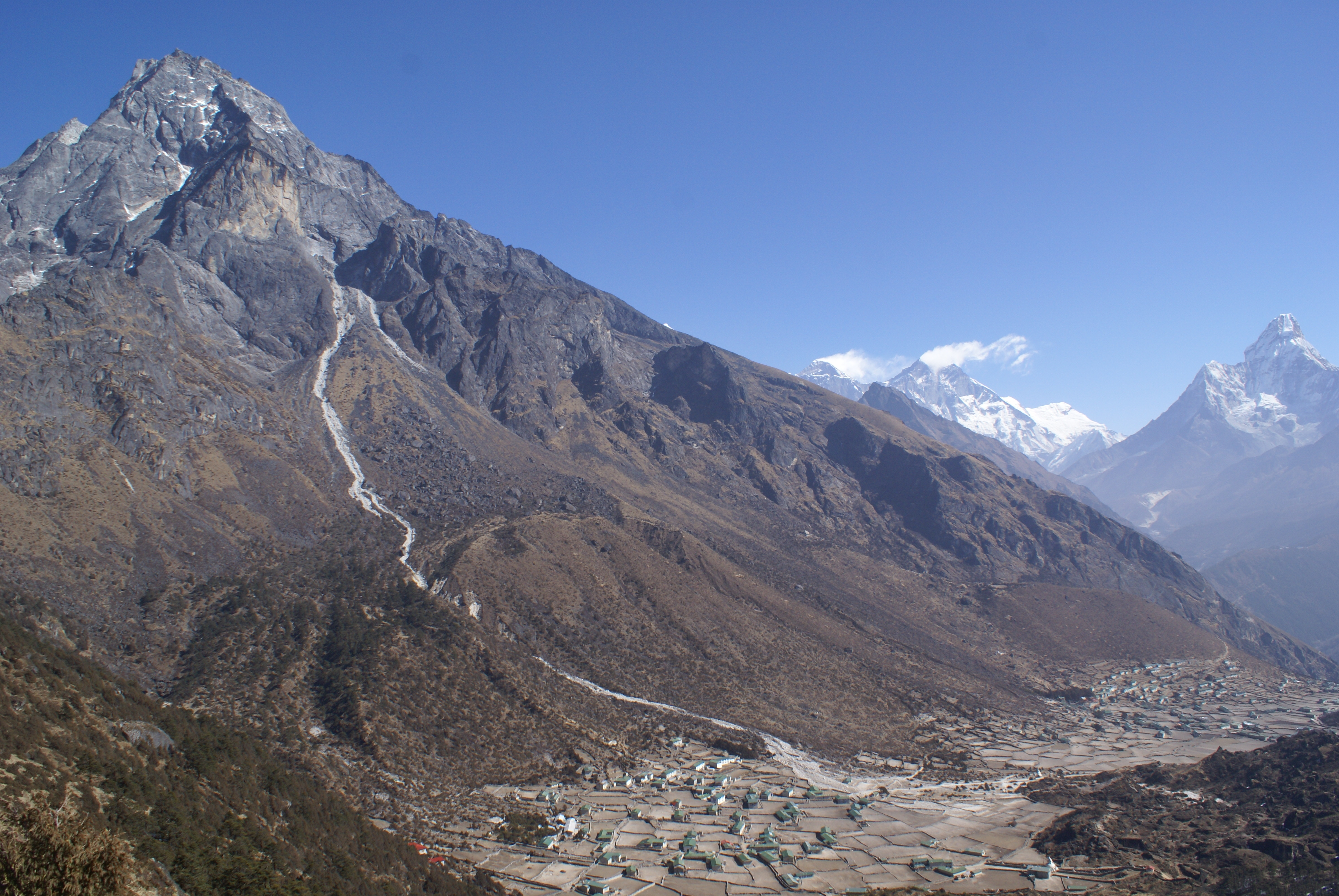
在貢比拉山高度超越昆瓊和坤德兩個區域較大的村莊，後方為珠穆朗瑪峰、洛子峰和阿瑪達布拉姆峰。

坤布的海拔範圍從3,300米（11,000英呎）登頂到8,848米（29,029英呎） ，也就是珠穆朗瑪峰，地球上最高的地方。
坤布地區同時包括薩加瑪塔國家公園 （在孟鳩之上）和在盧克拉與孟鳩之間的薩加瑪塔國家公園緩衝區。
坤布冰河被相信是上個距今約500,000年前的大冰河期造成所致。